# Luigi Bernauer

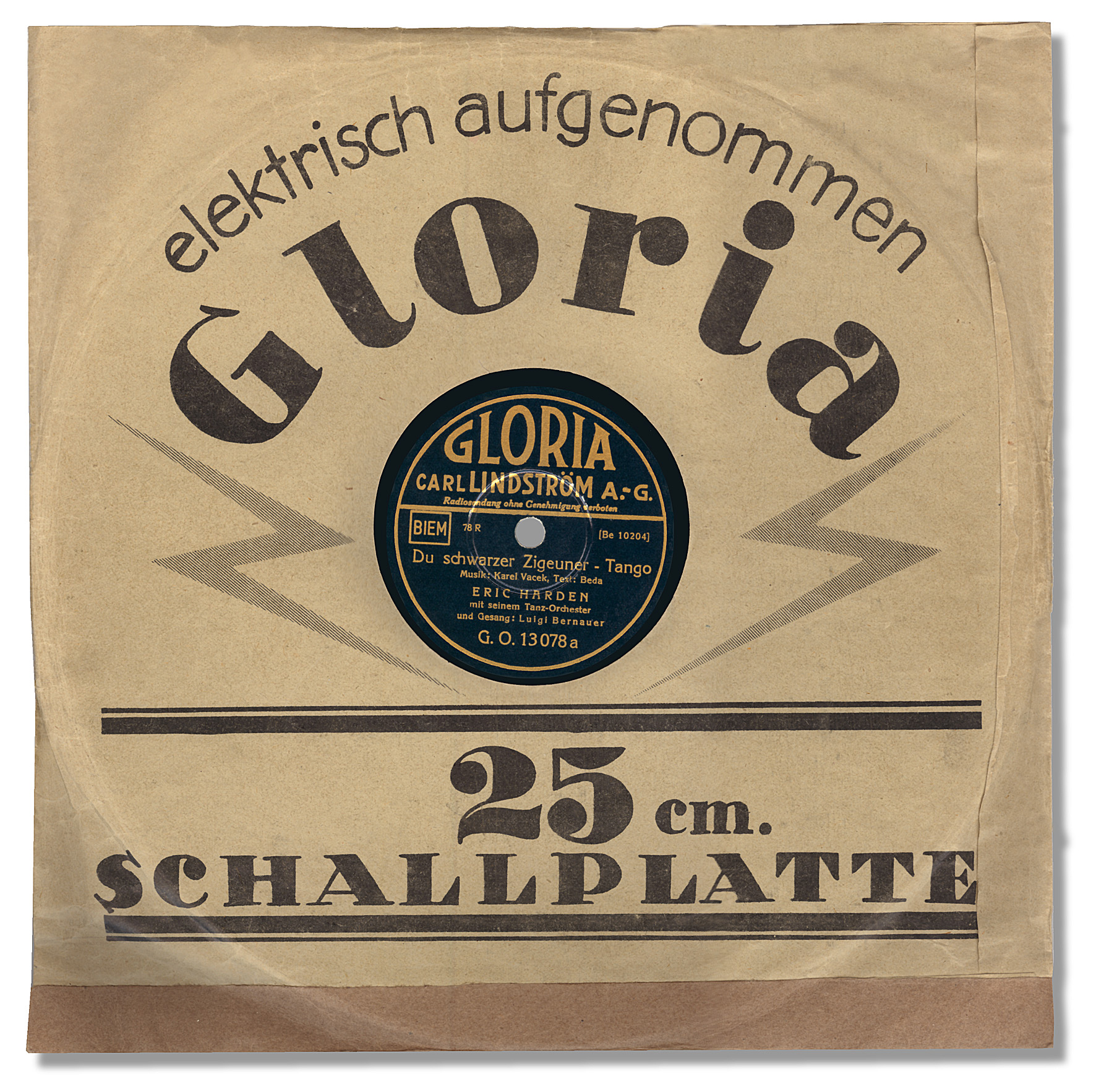
Schellackplatte der Carl Lindström AG „Du schwarzer Zigeuner“ mit Luigi Bernauer

Luigi Bernauer (* 1. Oktober 1899 in Wien; † 11. Januar 1945 in Oslo; eigentlich Ludwig Bernhuber) war ein österreichischer Kabarettist, Komponist, Interpret und Schauspieler. Er gilt als typischer Schlagersänger seiner Zeit mit wienerischem Einschlag.

## Leben
Nach dem Ersten Weltkrieg wandte sich Bernauer, der eigentlich einen kaufmännischen Beruf ergreifen wollte, der Musik zu. Er trat in Wiener Kabaretts auf und wurde im Verlauf der 1920er und 1930er Jahre zu einem beliebten Rundfunk- und Schallplattensänger. Bernauer beherrschte das gesamte damalige internationale Schlagerrepertoire und hinterließ unzählige Aufnahmen. Unter seinem eigentlichen Vornamen Ludwig sind auch einige Aufnahmen mit Wiener Schrammelbegleitung erhalten. Bernauer komponierte eines der bekanntesten Wiener Lieder der späten 1930er Jahre, Die alte Zahnradbahn.
Während des Zweiten Weltkrieges wirkte er häufig bei der Truppenbetreuung mit. Er starb auf einer solchen Tournee.
Viele Schallplattenproduzenten ließen damals durch verschiedene Sänger Aufnahmen unter oft immer gleichen, festgelegten Pseudonymen erstellen. Auch Bernauer nahm für den damals größten europäischen Plattenkonzern, der deutschen Carl Lindström AG, als Fred Lustig Schlager auf, welche über die damals sehr bekannte Plattenmarke Odeon vermarktet wurden. Bernauers Aufnahmen sind teilweise Filmschauspielern bei deren Gesangspartien unterlegt worden.

## Filmografie
- 1930: Der König von Paris, Regie: Leo Mittler, Gesang: Luigi Bernauer
- 1930: Liebling der Götter
- 1931: Kopfüber ins Glück
- 1931: Drei Tage Liebe, Regie: Heinz Hilpert
- 1931: Zwei himmelblaue Augen, Regie: Johannes Meyer
- 1931: Kreuzworträtsel, Regie: Günther Schwenn
- 1931: Holzapfel weiß alles, Regie: Victor Janson
- 1931: Gloria, Regie: Hans Behrendt
- 1931: Der Durchschnittsmann, Regie: Gert Bendel, Günther Schwenn
- 1931: 3. Kabarettprogramm, Regie: Kurt Gerron
- 1935: Der arme Reiche, Regie: Fritz Freisler
- 1939: Rheinische Brautfahrt, Regie: Alois Johannes Lippl